# Saccoblastiaceae
Saccoblastiaceae är en familj av svampar. Enligt Catalogue of Life ingår Saccoblastiaceae i ordningen Atractiellales, klassen Atractiellomycetes, divisionen basidiesvampar och riket svampar, men enligt Dyntaxa är tillhörigheten istället ordningen Platygloeales, klassen Teliomycetes, divisionen Teliomycota och riket svampar.
| Saccoblastiaceae | \| \| Saccoblastia \| \| \| \| |
|                  | \| \| Saccoblastia \| \| \| \| |
|                  | Phleogenaceae                  |
|                  |                                |
|                  | Mycogelidiaceae                |
|                  |                                |
|                  | Atractogloeaceae               |
|                  |                                |
|                  | Leucogloea                     |
|                  |                                |
|                  | Hobsonia                       |
|                  |                                |
|                  | Saccoblastia                   |
|                  |                                |

|  | Saccoblastia |
|  |              |